# Xiang Jingyu
Xiang Jingyu (kinesiska: 向警予, pinyin: Xiàng Jǐngyǔ, Wade Giles: Hsiang Ching-yü), född 4 september 1895 i Xupu, Hunan, död 1 maj 1928, var en kinesisk politiker.
Xiang Jingyu var som student en av ledarna för fjärde maj-rörelsen. Efter examen var hon verksam som lärare och var ledare för en kampanj mot fotbindning. Hon klippte sitt hår kort, vilket blev ett mode bland andra intellektuella. På Kinas kommunistiska partis andra nationalkongress 1922 invaldes hon i centralkommittén och blev ledare för kvinnoavdelningen. Hon skrev många artiklar om kvinnans ställning och kvinnorörelsen i Kina, i vilka hon kritiserade alla andra former av feminism än socialistisk feminism. Hon fängslades för sin politiska verksamhet och avrättades i maj 1928.